# All in films
All in Films est une maison de production de cinéma indépendante américaine, créée par Michelle Danner en 2000, la même année que le rachat du complex artistique Edgemar Center for the Arts par Danner, et où se déroulent également les cours de son école de comédie, The Michelle Danner Los Angeles Acting School. La société est basée à Santa Monica, en Californie. 

## Histoire de la société
Le premier film produit par All in Films, How to Go Out on a Date in Queens, mettant en scène Rob Estes, Kimberly Williams, Allison Eastwood, Essai Morales, Ron Perlman et Jason Alexander, sort en 2006.
En 2012 est produit Hello, Herman, un drame sur les violences faites à l'école. La distribution comporte notamment Norman Reedus, Garret Backstrom, Martha Higareda, Rob Estes, Brian Drillinger…  Le film est présenté pour la première fois au 16e Hollywood Film Festival en 2012 et remporte le prix du "film socialement pertinent" lors de sa Première internationale qui se déroule au Monaco Charity Film Festival.
Le dernier film produit par la société, The Bandit Hound, est sorti en 2016. Parmi les acteurs on peut compter notamment Catherine Bell, Lou Ferrigno, Paul Sorvino, Judd Nelson, Joe Flanigan…
La première du film The Bandit Hound a eu lieu au centre Edgemar Center for The Arts le samedi 19 mars, en présence d'une partie du casting. Il a réuni sur les deux représentations un peu plus de 150 personnes.

## Films produits
| Année | Film Produit                      |
| ----- | --------------------------------- |
| 2006  | How to Go Out on a Date in Queens |
| 2012  | Hello, Herman                     |
| 2016  | The Bandit Hound                  |

## Liens Externes
- Site officiel de la société : All in Films
- All in Films sur l'Internet Movie Database